# Pauline Musters

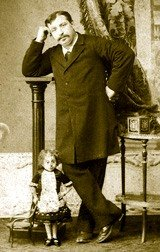
Pauline Musters met haar zwager en impresario
Jef Verschueren

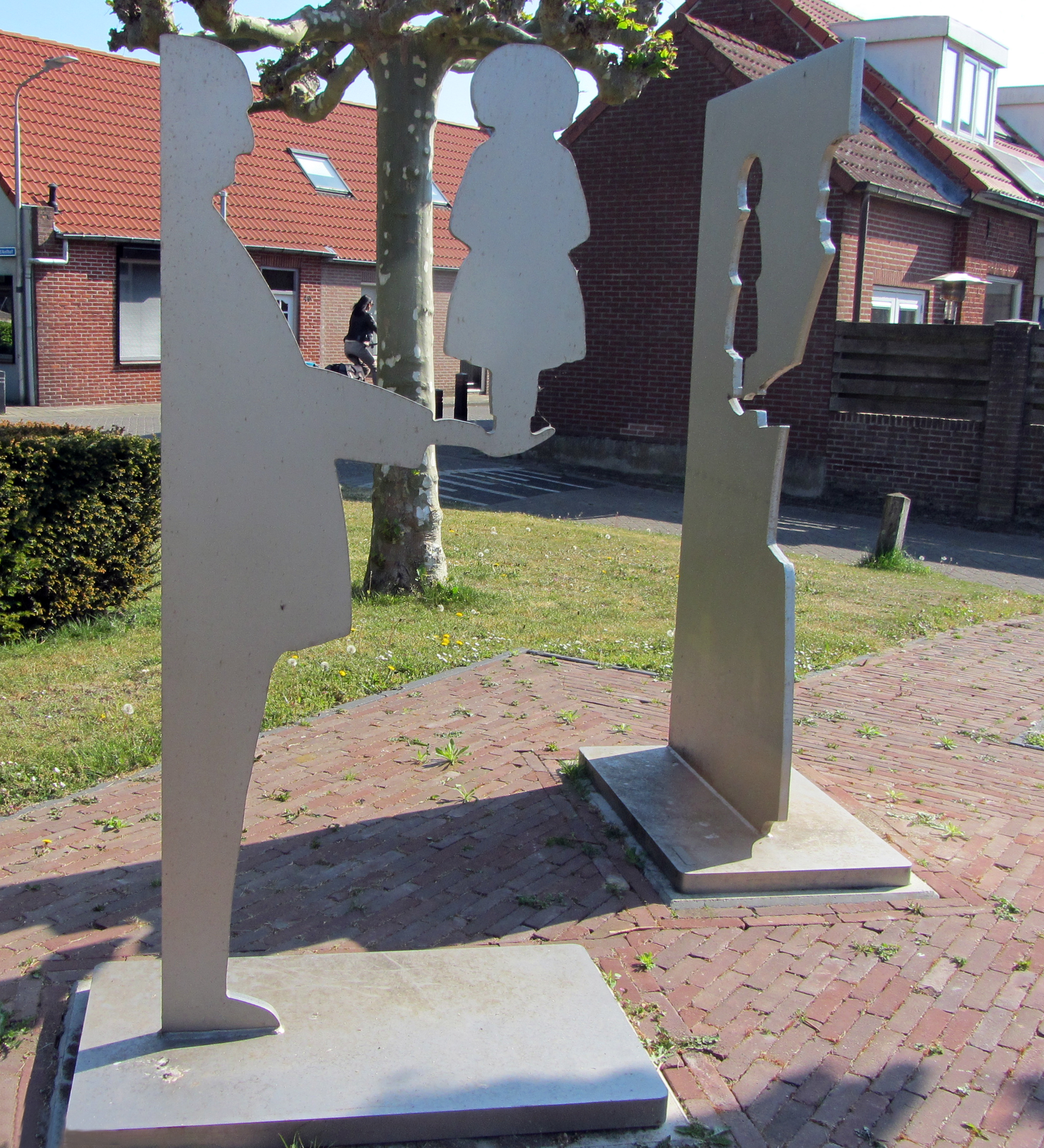
Sculptuur uit 2018 in Ossendrecht van beeldhouwer Hans Hermes

Johanna Paulina (Pauline) Musters (Ossendrecht, 26 februari 1878 - New York, 15 februari 1895) was een Nederlandse vrouw die op het moment van haar overlijden slechts 61 centimeter lang was, en daarmee door het Guinness Book of World Records wordt erkend als de kleinste vrouw ooit.

## Leven
Bij haar geboorte in 1878 was Musters half zo lang als haar uiteindelijke lengte. Van kinds af aan toerde ze rond; in eerste instantie enkel om te worden tentoongesteld, maar op latere leeftijd begon ze ook daadwerkelijk op te treden. Ze was gewoon geproportioneerd en stond bekend als een vaardige acrobate en danseres. Als bijzondere verschijning werd ze onder andere ontvangen door koningin Emma en de Duitse keizer. Bij het publiek stond ze bekend onder de artiestennaam Prinses Pauline, en in lijn met deze bijnaam verscheen ze vaak in chique jurken.
Tijdens haar carrière trad Musters op in België, Frankrijk, Duitsland en Engeland, waarna ze in 1894 werd gevraagd om in de Verenigde Staten voorstellingen te geven. Ze debuteerde op oudejaarsavond van dat jaar in het Proctor’s Theatre in New York. Twee maanden later, in februari 1895, kwam ze te overlijden als gevolg van een long- en hersenvliesontsteking. Bij haar dood woog ze 4 kilogram.
Haar groeiachterstand was zo groot, dat het bijna niet toe te schrijven is aan alleen een tekort aan groeihormoon. Aan welke stoornis zij precies leed, is niet bekend.